# Camponotus ager
Camponotus ager es una especie de hormiga del género Camponotus, tribu Camponotini. Fue descrita científicamente por Smith en 1858.
Se distribuye por Brasil, Colombia, Costa Rica, Ecuador, Guayana Francesa, Guyana, Honduras, México, Nicaragua, Panamá, Perú, Surinam, Trinidad y Tobago y Venezuela. Se ha encontrado a elevaciones de hasta 1110 metros. Vive en microhábitats como la hojarasca y vegetación.